# Onirion brucei
Onirion brucei is een muggensoort uit de familie van de steekmuggen (Culicidae). De wetenschappelijke naam van de soort is voor het eerst geldig gepubliceerd in 1938 door del Ponte & Cerqueira.